# Jozo Radoš

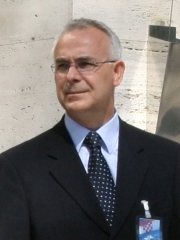
Jozo Radoš

Jozo Radoš (* 3. November 1956 in Seonica, Bosnien und Herzegowina) ist ein kroatischer Politiker der Hrvatska narodna stranka – Liberalni demokrati.

## Leben
Radoš studierte an der Universität Zagreb. Vom 12. August 1992 bis 27. Januar 2000 war er für die Kroatische Sozial-Liberale Partei Abgeordneter im Sabor. Vom 22. Dezember 2003 bis 11. Januar 2008 sowie ab dem 22. Dezember 2011 war Radoš Abgeordneter für die  Partei Hrvatska narodna stranka – Liberalni demokrati im Sabor. Vom 28. Januar 2000 bis 5. Juli 2002 war Radoš Verteidigungsminister in Kroatien.
Vom 10. April 2012 bis 1. Juli 2013 war Radoš vor dem EU-Beitritt Kroatiens als Beobachter im Europäischen Parlament und schloss sich dort der ALDE-Fraktion an. Seit der Europawahl 2014 ist Radoš regulärer Abgeordneter im Europäischen Parlament. Dort ist er Mitglied im Ausschuss für auswärtige Angelegenheiten, Menschenrechte, Gemeinsame Sicherheit und Verteidigungspolitik, in der Delegation für den Parlamentarischen Stabilitäts- und Assoziationsausschuss EU-Montenegro und in der Delegation für die Beziehungen zu Bosnien und Herzegowina und dem Kosovo. Radoš ist verheiratet und hat drei Kinder.